# 綾音ちゃんハイキック!
『綾音ちゃんハイキック!』（あやねちゃんハイキック）は、1997年に発売されたOVA作品。全2巻。
女子キックボクシングを題材としたスポ根アニメ。プロレスラーを志望していた三井綾音がキックボクシングで活躍していく姿を描く。女子プロレスラーの豊田真奈美や前川久美子なども実名で登場している。
当初は全4巻の予定であったが、諸般の事情により2巻で打ち切りとなり、未完で終わった。

## 登場人物
三井綾音（みつい あやね）
声 - 宮村優子
宮川桜子（みやがわ さくらこ）
声 - 川村万梨阿
中島加代子（なかじま かよこ）
声 - 西原久美子
丹下国光
声 - 大塚明夫
稲垣勝兵
声 - 山口勝平
三井健太（みつい けんた）
声 - 田野恵
田坂衣代
声 - 田野恵
熊谷直子
声 - 熊谷直子
豊田真奈美（とよだ まなみ）
声 - 豊田真奈美
前川久美子（まえかわ くみこ）
声 - 前川久美子
校長先生
声 - 茶風林
教頭先生
声 - 平野正人
綾音の母
声 - 堀越真己
アナウンサー
声 - 岡野浩介
レフェリー
声 - 伊藤栄次

## スタッフ
- 原作・監督 - 岡尾貴洋
- 脚本 - 静谷伊佐夫
- 絵コンテ・演出 - 冨永恒雄
- キャラクターデザイン・作画監督 - 滝川和男
- 美術監督 - 宮前光春
- 色彩設定 - 岡久美子
- 撮影監督 - 森下成一
- 編集 - 辺見俊夫
- 音楽 - 井上日徳
- 音楽プロデューサー - 桜井裕子
- 音響監督 - 明田川進
- プロデューサー - 宇都宮弘之、小野瀬幸一
- アニメーションプロデューサー - 月野正志
- 企画・制作 - 陸演隊
- 製作 - 日活

## サブタイトル
1. 私はプロレスラーになるのだ!
2. ポニーテールのイヤな奴

## 主題歌・CD
- オープニングテーマ「FIGHT FOR YOURSELF」（歌・編曲：THE STREET BEATS、作詞・作曲：ØKI）
- エンディングテーマ「蒼い風の向こうに」（歌：宮村優子、作詞・作曲：ØKI、編曲：井上日徳）

これらを収録したドラマCD2巻（「夢の大一番 ボイスバトル」「ぶっつけ本番 二大決戦」）が発売されている。

## 漫画版
井原裕士作で『月刊コミックNORA』に連載されたが、同誌の休刊によって連載がそのまま打ち切られ、OVA版同様未完で終わっている。単行本は全1巻。単行本に収録されなかった連載分が井原の同人誌として発行されている。